# Diphtherogaster flava
Diphtherogaster flava är en mångfotingart som beskrevs av Carl Graf Attems 1909. Diphtherogaster flava ingår i släktet Diphtherogaster och familjen kamjordkrypare. Inga underarter finns listade i Catalogue of Life.